# Municipio de Putnam (condado de Stafford)
El municipio de Putnam (en inglés: Putnam Township) es un municipio ubicado en el condado de Stafford en el estado estadounidense de Kansas. En el año 2010 tenía una población de 24 habitantes y una densidad poblacional de 0,13 personas por km².

## Geografía
El municipio de Putnam se encuentra ubicado en las coordenadas 38°9′58″N 98°31′19″O / 38.16611, -98.52194. Según la Oficina del Censo de los Estados Unidos, el municipio tiene una superficie total de 188.05 km², de la cual 182,58 km² corresponden a tierra firme y (2,91 %) 5,47 km² es agua.

## Demografía
Según el censo de 2010, había 24 personas residiendo en el municipio de Putnam. La densidad de población era de 0,13 hab./km². De los 24 habitantes, el municipio de Putnam estaba compuesto por el 100 % blancos. Del total de la población el 0 % eran hispanos o latinos de cualquier raza.